# 17-та окрема бригада спеціального призначення (СРСР)
17-та окрема бригада спеціального призначення (17 ОБр СпП) — формування військ спеціального призначення Радянської армії, що існувало у 1953—1992 роках.
Після розпаду СРСР бригада увійшла до складу Збройних сил України і була згодом переформована як 73-й морський центр спеціальних операцій.

## Історія

### 6-й морський розвідувальний пункт
7 жовтня 1953 року згідно з директивою Головного штабу ВМС СРСР від 24.06.1953 року сформовано 6-й окремий морський розвідувальний пункт (ОМРП) розвідки Чорноморського флоту з дислокацією в Севастополі.
Частину розташували в районі бухти Кругла (Омега). Поруч, в акваторії бухти обладнано водолазного полігона. Там-таки перебували плавзасоби — моторна шхуна, кілька шестивесельних ялів. Крім того, в розпорядження МРП передано підводного човна М-113 класу «Малютка», що базувався в Балаклаві. Штатна чисельність особового складу МРП становила 73 особи, серед них і два загони водолазів-розвідників. Першим командиром розвідувального пункту став капітан 1 рангу Яковлєв Євген Васильович. Заходи бойового вишколу частини розпочалися в січні 1954 року, а починаючи з травня цього самого року, підрозділи МРП уже брали участь у флотських навчаннях.
Із 1955 року розвідувальні групи (РГ СпП) частини проводили бойовий вишкіл у гірських і степових районах Кримського півострова, а також у прибережних районах біля Одеси, Новоросійська, Каспійська, Миколаєва, Батумі, Поті. У цім самім році особовий склад МРП крім водолазної, опановує новий різновид бойового вишколу — повітряно-десантний. У ході перших зборів з ПДП, що проходили під Євпаторією, військовики частини здійснили по шість стрибків з парашутом на суходіл і на воду.
У лютому 1957 року на командира частини призначено капітана 2 рангу Алексеєва Івана Онуфрійовича. За час його командування на базі МРП проведено експериментальні випроби підводних засобів руху «Тритон» і «Сирена», а також дихального апарату ИДА-58П.
Після штатних змін 1959 року МРП складався з двох загонів водолазів-розвідників (розвідувально-диверсійний — дві РДГ, розвідувальний — десять РГ СпП) і загону ОсП (радіотелеграфістів і радіометристів).
У березні 1961 року наказом командувача Чорноморського флоту 6 МРП передислоковано з Севастополя в новий пункт постійної дислокації — на острів Первомайський у гирлі Дніпро-Бузького лиману навпроти Очакова. Передислокація дозволила проводити регулярний бойовий вишкіл у полігонах на Тендрівській і Кінбурнській косах. Починаючи з 1967 року особовий склад частини розпочав вести постійне бойове чергування на кораблях 5-ї оперативної ескадри в Середземному морі.

### 17-та окрема бригада спеціального призначення

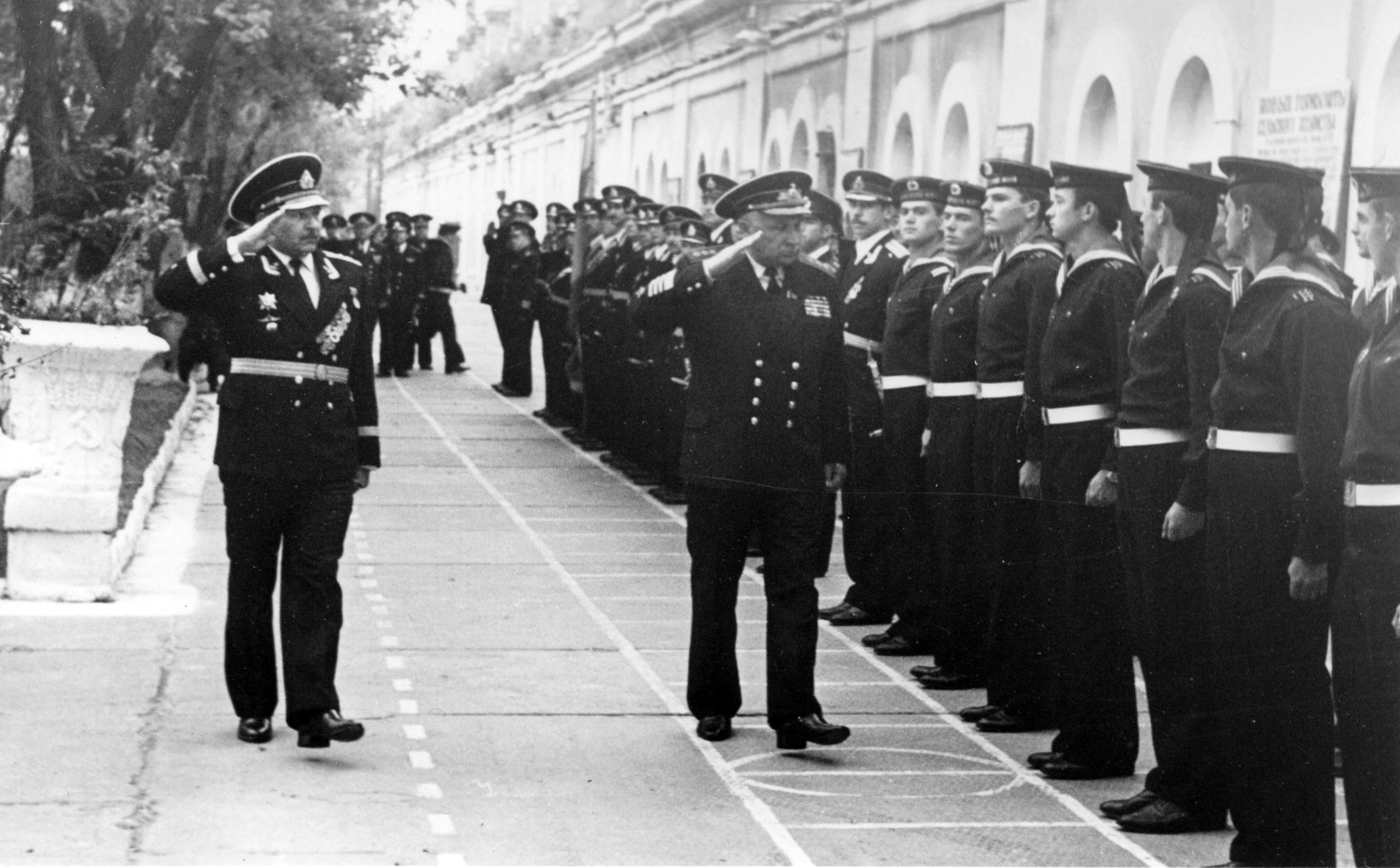
17-та окрема бригада СпП Чорноморського флоту. Очаків. Інспекція ГШ ВМФ. 1970-ті

15 серпня 1968 року 6 МРП реорганізовано в 17-ту окрему бригаду спеціального призначення (17 ОБрСпП). На командира бригади призначено капітана 1 рангу Алексеєва І. О.
У 1970-х роках особовий склад бригади брав активну участь у навчаннях «Весна-72», «Запад-73», «Крим-76», «Берег-77». Зокрема, за успішне виконання завдань у ході навчань «Крим-76» командиру РДГ старшому лейтенанту Анатолієві Леонідовичу Карпенкові достроково присвоєно звання капітан-лейтенант, його призначено на командира першого загону. Крім навчань Чорноморського флоту, розвідувальні групи частини брали також участь у навчаннях Північного флоту. В цей же період в програму бойової підготовки частини включена мовна підготовка (основна спеціалізація — турецька мова). У квітні 1974 року особовий склад бригади вперше десантувався у водолазному спорядженні з літака Ан-12, а в 1975-му — уперше вийшов із підводного човна на носії «Сирена-У» через торпедний апарат на ходу.

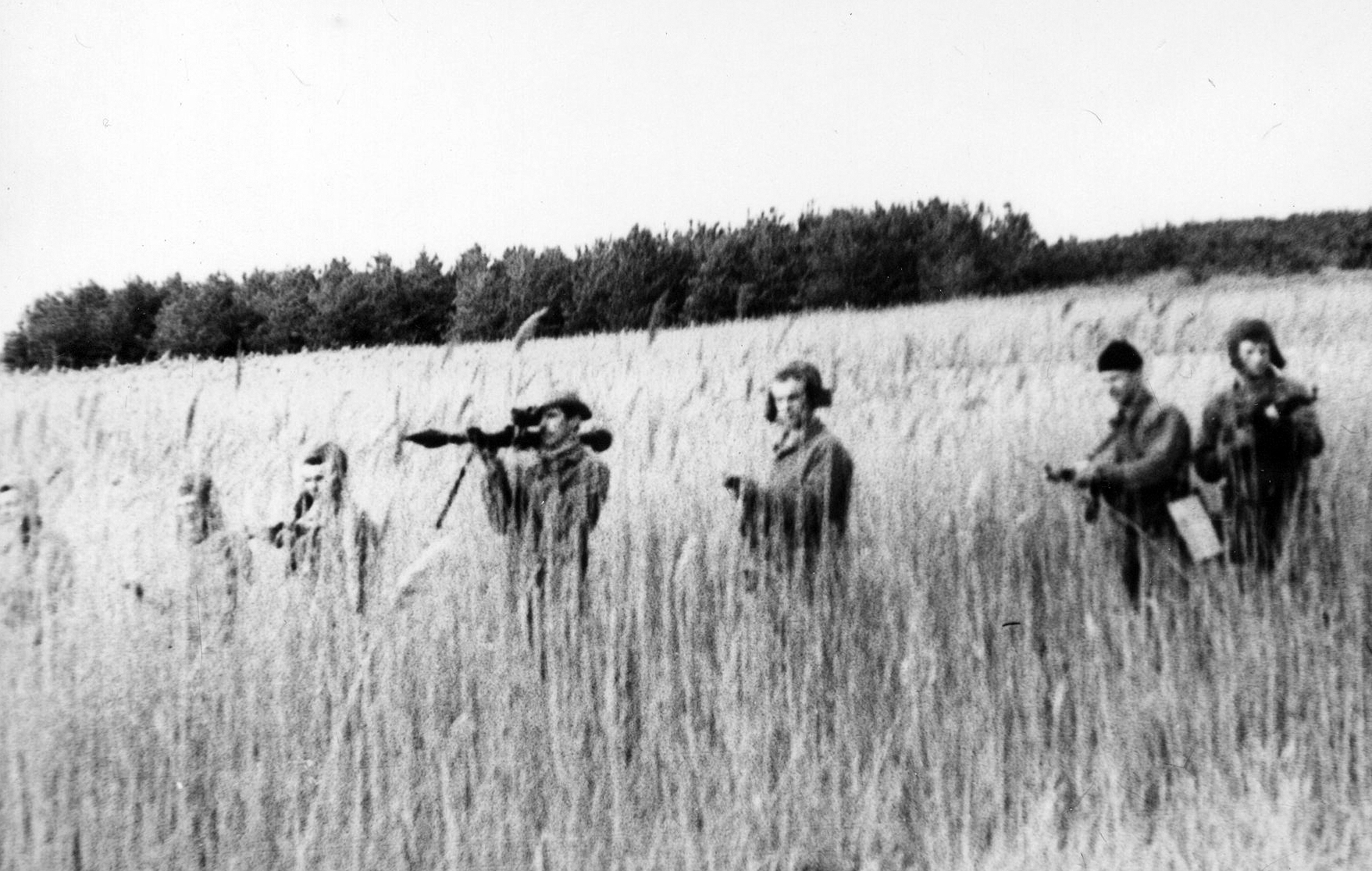
Розвідувально-диверсійна група на навчаннях. 1970-ті

У 1975 році бійці бригади виконували «інтернаціональні» завдання на Кубі і в Арабській республіці Єгипет. А в 1978-му група водолазів-розвідників спільно з групою спецпідрозділу КДБ «Альфа» гарантувала безпеку радянської делегації на XI Всесвітньому фестивалі молоді та студентів у Гавані (Куба). Після початку війни в Афганістані керівництво вирішило не залучати найбільшу морську бригаду спецпризначення до виконання бойових завдань у ДРА. Утім однак, із 1963 до 1991 року державними нагородами СРСР нагороджено багатьох військовиків частини. Зокрема, це два ордени «Бойового Червоного Прапора», сім орденів «Червоної Зірки», 12 медалей «За бойові заслуги», 15 «За відзнаку у військовій службі».

### 1464-й морський розвідувальний пункт
1 січня 1990 року 17-у бригаду спеціального призначення переформовано в 1464-й окремий морський розвідувальний пункт СпП. А в 1991 році розпочалися події, пов'язанні з розпадом СРСР.
Після проголошення незалежності України, 9 квітня 1992 року понад дві третини офіцерського складу і сто відсотків решти військовиків розвідувального пункту на чолі з командиром МРП капітаном 1 рангу Анатолієм Леонідовичем Карпенком склали присягу на вірність народові України. Невдовзі частині повернуто статус бригади — вона стала 7-ю окремою бригадою спеціальних операцій ВМС України.

## Командування
- капітан 1 рангу Євген В. Яковлєв (1953—1957рр);
- капітан 1 рангу Алексеєв Іван Онуфрійович (1957—1973рр);
- капітан 2 рангу Попов Б. А. (1973—1974рр);
- капітан 1 рангу Крижанівський В. І. (1974—1977рр);
- капітан 1 рангу Кочетигов В. С. (1977—1983рр);
- капітан 1 рангу Ларін Віктор Семенович (1983—1988рр);
- капітан 1 рангу Карпенко Анатолій Леонідович (1988—1998рр).